# 弗拉基米尔·达尔
弗拉基米尔·伊万诺维奇·达尔（羅馬化：Vladimir Ivanovich Dalʼ；發音：[vlɐˈdʲimʲɪr ɪˈvanəvʲɪtɕ ˈdalʲ]；1801年11月22日—1872年10月4日），19世纪俄罗斯语言学家，民俗学家，字典编纂家。

## 生平
1801年生于俄罗斯帝国葉卡捷琳諾斯拉夫省卢甘斯克附近。父亲是丹麦医生约翰·克里斯蒂安·冯·达尔（1764年－1821年），精通多种语言。
1814年至1826年在俄羅斯帝國海軍服役。1819年毕业于圣彼得堡海军学校。1826年开始在塔尔图大学学习医学，在第八次俄土战争（1828年－1829年）和军校士官革命（1831年－1832年）期间担任军医。1833年辞职后在奥伦堡省内务部任职。他参加了佩罗夫斯基将军远征希瓦（1839年－1840年）。随后在圣彼得堡和下诺夫哥罗德的内务部门任职，1859年退休。1872年在莫斯科去世。葬于瓦甘科沃公墓。

## 研究
从小就对语言和民俗感兴趣。经常在乡村来回旅行，收集谚语和童话。1832年整理出版了自己的第一本童话故事集。一生著作颇丰。
1860年代编写了《俄罗斯民间谚语》。1863年至1866年间连续出版了四卷本的《现代大俄语详解辞典》，收词约十余万，包刮大量谚语、俗语和成语。
1863年获俄羅斯地理學會君士坦丁奖章。1868年当选为圣彼得堡科学院名誉院士。1869年获罗蒙诺索夫奖。